# Ilkka Villi

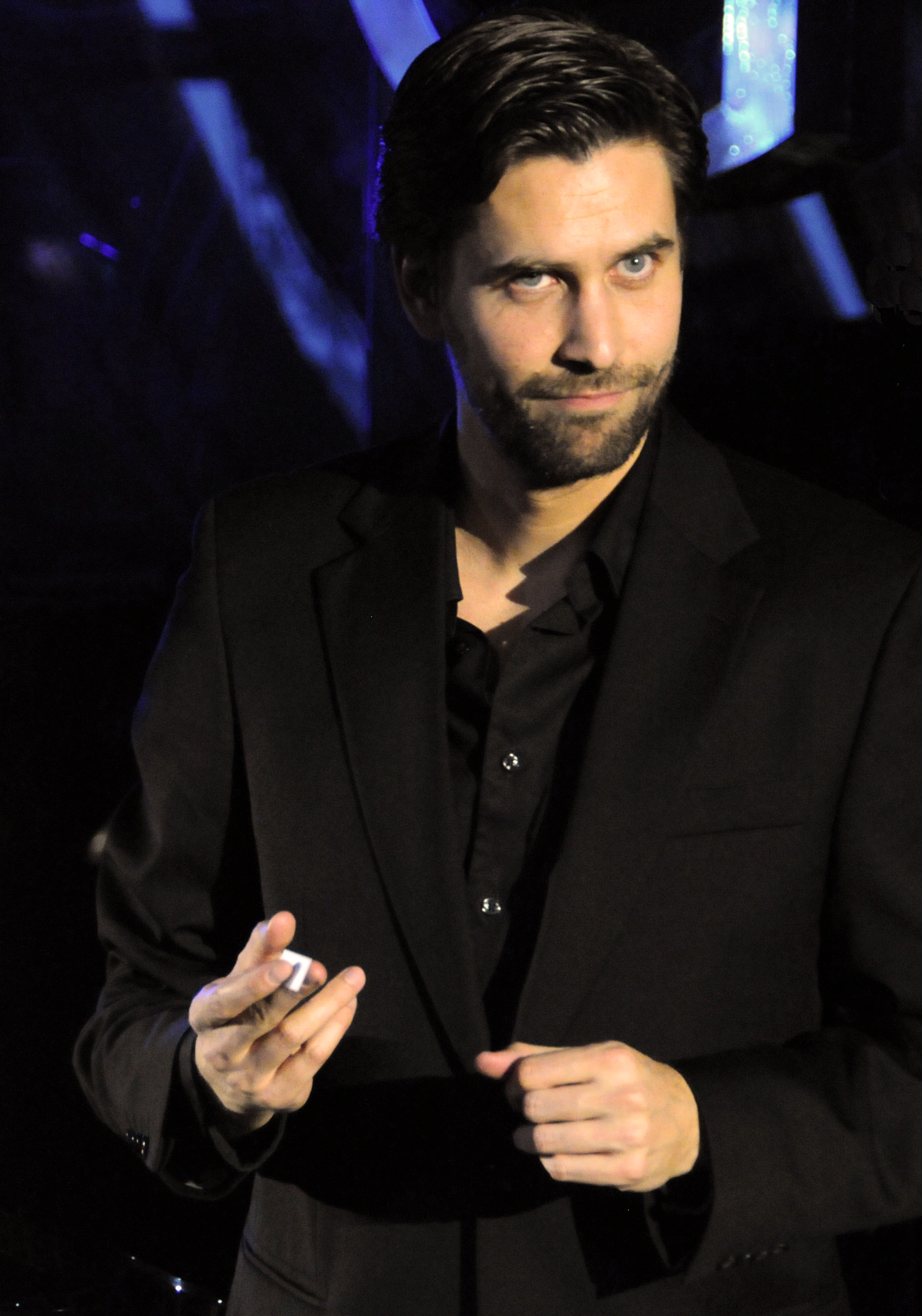
Ilkka Villi (2010)

Ilkka Villi (* 4. August 1975 in Helsinki) ist ein finnischer Schauspieler.

## Leben
Ilkka Villi ist der Sohn eines Forstwissenschaftlers und einer Kommunikationswissenschaftlerin. Durch die Arbeit des Vaters wuchs er mehrere Jahre in unterschiedlichen Ländern auf, darunter Österreich, Großbritannien und die Vereinigten Staaten. Als Austauschschüler war er auch eine Zeit in Chile. Sein Bruder ist der Journalistikprofessor Mikko Villi. Ilkka Villi studierte Journalismus in Helsinki und arbeitete einige Jahre bei den Radionachrichten, bevor er sich der Schauspielerei zuwandte und begann am Ilves-Teatteri aufzutreten. Anschließend studierte er Schauspielerei an der Helsinki Polytechnic Stadia in Helsinki und war am Theater von Savonlinna und Kotka tätig.
Größere internationale Bekanntheit erhielt seine Arbeit für das vom finnischen Entwicklerstudio Remedy Entertainment produzierte Computerspiel Alan Wake und dessen Fortsetzung Alan Wake II. Vills Gesicht und Bewegungen wurden animiert und auf die Hauptfigur des Spiels übertragen. Auch bei den beiden Computerspielen Quantum Break und Control wurde er erneut für das Motion Capture engagiert. Von 2016 bis 2019 spielte er in der Netflixserie Bordertown die Hauptrolle.

## Filmografie
- 2007: Schlacht um Finnland (Tali-Ihantala 1944)
- 2012: Imaginaerum by Nightwish
- 2013: Nymphs (Nymfit, Fernsehserie, 12 Folgen)
- 2016–2019: Bordertown (Sorjonen, Fernsehserie, 31 Folgen)
- 2016–2023: Nurses (Syke, Fernsehserie, 11 Folgen)
- 2016–2017: Wingman (Luottomies, Fernsehserie, zwei Folgen)
- 2022: Liebe und Anarchie (Kärlek & Anarki, Fernsehserie, zwei Folgen)